# Ильюшенко, Василий Иванович
Василий Иванович Ильюшенко (19 июля 1914, д. Пузановка, Калужской губернии — 24 августа 1990) — советский военный деятель, генерал-майор (1961). Участник космической программы, в 1956—1960 годы зам. начальника космодрома «Байконур».

## Биография
Окончил Орловский механико-машиностроительный институт (1938), курсы при Военно-политической академии им. В. И. Ленина (1939), высшие академические курсы усовершенствования политсостава при ВПА им. В. И. Ленина (1956).
На службе в РККА с 1939 года, политработник. С июня 1941 года — помощник начальника политуправления Харьковского военного округа по комсомолу.
Во время Великой Отечественной войны участвовал в боевых действиях с сентября 1942 по май 1945 года. Начальник отделения Политотдела 28-й армии по работе среди войск и населения противника — Сталинградский, Южный, 4-й и 3-й Украинский, 1-й и 3-й Белорусский, 1-й Украинский фронты. Подполковник (1944).
После войны продолжил службу в армии.
Участник космической программы. С 28 апреля 1956 по июнь 1960 года заместитель по политчасти начальника полигона «Байконур» (начальник — А. И. Нестеренко). За участие в подготовке запуска первого искусственного спутника Земли награждён орденом Ленина (1957).
С 1960 года он работал секретарем партийного комитета Главного штаба и управлений Главнокомандующего Ракетными войсками. В 1961 году он был повышен до генерал-майора.
С января 1964 года старший инспектор политуправления Ракетных войск.
С апреля 1974 года в отставке. Некоторое время преподавал в Артиллерийской академии имени Дзержинского.
Умер 24 августа 1990 года в Москве, похоронен на Рогожском кладбище (уч. № 7).

## Награды
Награждён орденами Ленина (1957), Красной Звезды (1943, 1954), Отечественной войны 1 степени (31.3.1945, 28.6.1945, 1985) и 2 степени (1944), Трудового Красного Знамени (1961), «Знак Почёта» (1966) и медалями.